# Емілс Дарзіньш
Емілс Дарзіньш (латис. Emīls Dārziņš; *3 листопада 1875, Яунпіебалга — †31 серпня 1910, Рига) — латвійський композитор, диригент та музичний критик. Творив у романтичному стилі, спираючись на національну латвійську мелодику, наслідуючи фінського композитора Яна Сибеліуса. 
Створив низку класичних зразків хорової музики, але також музику для оркестрів. Найбільш відомий твір — «Меланхолійний вальс». 
Єдина опера «Рожеві дні» завершена іншими музикантами після його ранньої смерті. 

## Життєпис
З раннього віку займався музикою, незважаючи на слабке здоров'я (так, через реакцію організму на сонячне світло протягом п'яти років юний Дарзіньш змушений був жити в зовсім темній кімнаті). У 16 років перебрався із провінції до Риги, продовжуючи займатися музикою; ранній твір Дарзіньша для чоловічого хору «Ви, пагорби, і ви, луки» (лат. Jūs kalni un jūs lejas; 1892) отримав схвалення Язепса Вітолса. 
У 1897 Дарзіньш вступив до Московської консерваторії, проте не зміг продовжити навчання за станом здоров'я. У 1898 він знову спробував продовжити професійну освіту і вступив до класу органу Санкт-Петербурзької консерваторії (педагог Луї Гоміліус), вивчав також композицію під керівництвом М. А. Римського-Корсакова. Через брак коштів у Петербурзі Дарзіньш давав приватні уроки музики, виступав як музичний критик, але зрештою так і не зміг звести кінці з кінцями і в 1901 повернувся до Риги, не закінчивши консерваторського курсу.
У Ризі Дарзіньш викладав музику в різних гімназіях та давав приватні уроки, його учнями були композитори Яніс Залітіс та Адольфс Абеле.
У 1903 одружився, у шлюбі народилися син Вольфганг та донька Лайма.
Вранці 31 серпня 1910 тіло Дарзіньша було знайдене неподалік станції Засулаукс (тоді передмістя Риги), він був збитий потягом. Припущення про самогубство широко циркулювали у пресі. Дарзіньш був похований на цвинтарі при церкві Святого Мартіна в ризькому районі Агенскалнс.

## Творчість
Творча спадщина Дарзіньша-композитора вкрай невелика: йому належить 43 твори, з яких 6 втрачено; зокрема, із чотирьох п'єс Дарзіньша для оркестру вцілів лише «Меланхолійний вальс» (1904). У різний час Дарзіньш будував плани створення кількох опер (зокрема за п'єсою А. П. Чехова «Іванов»), проте ці проєкти не відбулися, від єдиної розпочатої опери «Рожеві дні» (лат. Rožainās dienas) залишилися лише начерки на клавірі.
Тим не менш, вокальні та хорові твори Дарзіньша стали національною класикою. Збереглися 17 пісень для голосу та фортепіано, 8 п'єс для чоловічого хору, 7 для змішаного, 1 для жіночого та 1 для дитячого. Сім разів Дарзіньш звертався до поезії Яніса Порука, писав також на вірші Райніса, Аспазії, Рудольфа Блауманіса; поклав на музику «Іспанський романс» («Я тут, Інезілья…») Пушкіна в латиському перекладі Віліса Плудоніса.
Найбільшою мірою Дарзіньш виступав як музичний критик у провідних латвійських виданнях, опублікувавши, зокрема, розлогий нарис «Про походження опери» (лат. Par operas izcelšanos; 1907), розгорнуті характеристики провідних національних композиторів Язепа Вітолса та Алфреда Калниньша на поточні події музичного життя, у яких склалися конфліктні відносини з деякими іншими помітними представниками латиської музичної громадськості.
Прем'єра двох оркестрових творів Дарзіньша, «Самотня сосна» (лат. Vientuļā priede) і «Меланхолійний вальс» (лат. Melanholiskais valsis), викликала тривалу полеміку в латвійській пресі: критик і фольклорист Павло Юр'янс обрушився на них за елементи плагіату. Дарзіньш захищався в пресі, отримавши для публікації позитивний відгук Олександра Глазунова про свої п'єси; Юр'янс у відповідь опублікував негативний відгук про п'єси Дарзіньша, отриманий ним від Яна Сібеліуса. Зрештою Дарзіньш знищив партитури всіх чотирьох творів для оркестру («Меланхолійний вальс» був реконструйований після його смерті).

## Пам'ять
- На його честь названо Музичну школу імені Еміля Дарзіньша в Ризі. У 1975 біля школи споруджено пам'ятник композитору[1]
- Твір образотворчого мистецтва фотографія «Мати» — портрет скорботної матері композитора Емілса Дарзіньша у десяту річницю від дня його смерті.
- У 1981 режисер Ансіс Епнерс зняв документальний фільм, присвячений Емілсу Дарзіньшу[2].

### Про Еміля Дарзіньша
- Emīls Dārziņš: piemiņas krājums / V.Penģerota redakcija — Rīga, 1925.
- Alfrēds Sausne. Emīls Dārzin̦š. — Rīga: Grāmatu draugs, 1935. (Друге видання: Rīga: T.O.Šteinberga apgāds, 1943.)

### Видання творів Дарзіньша
- Raksti. Atmin̦as par Emīlu Dārzin̦u. / Sakārtojis Arvīds Darkevics. — Rīga: Liesma, 1975. — 367 p.
- Emīls Dārziņš. Ceļa jūtīs: Eseja. — Rīga: Liesma, 1985. — 22 p.